# 卡蘭恰克區

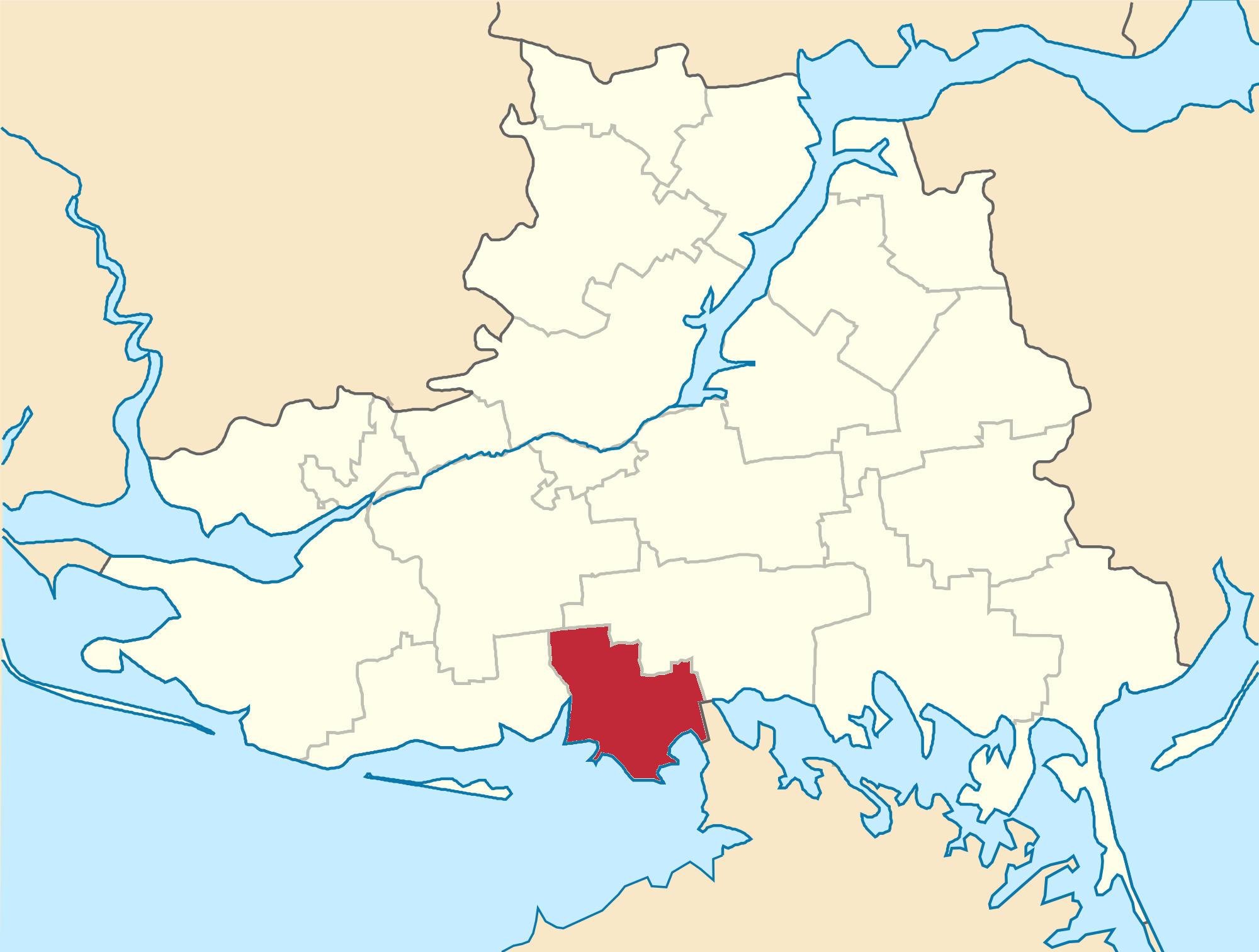
撤销前卡蘭恰克區在赫爾松州的位置

卡蘭恰克區（烏克蘭語：Каланчацький район），曾是烏克蘭赫爾松州的一個區，位於該國南部，行政中心設於卡蘭恰克，面積915平方公里，2013年人口21,983，人口密度每平方公里24.03人。此區與克里米亚自治共和国接壤，但克里米亞已於2014年3月起由俄羅斯聯邦實質控制。
该区在2020年7月18日的乌克兰行政区划改革中被撤销，改革后赫尔松州下分为5个区。戈卡蘭恰克區的范围并入斯卡多夫斯克區。